# René Vignal
René Vignal   (Besiers, 12 d'agost de 1926 - Espital de Ranguelh i Tolosa, 21 de novembre de 2016) fou un futbolista francès de la dècada de 1950.
Fou 17 cops internacional amb la selecció francesa.
Pel que fa a clubs, defensà els colors de Toulouse, RC Paris i Béziers.